# 丘岳
丘岳（1519年—？），字子瞻，號南鎮，湖廣黃州府黃岡縣人，軍籍，明朝政治人物。

## 生平
嘉靖二十五年（1546年）丙午科湖廣鄉試第四十一名舉人。嘉靖二十六年（1547年）中式丁未科會試第一百七十四名，登第三甲第一百一十四名進士。工部觀政，授吴江知县，三十三年正月选授吏科给事中，巡视京营，进工科右，三十五年四月升刑科左，復除工科左，三十九年巡青，四十年十月升礼科都，请修《承天大志》，四十三年十月升太仆寺少卿，四十四年十月改任太常寺少卿提督四夷馆，四十五年三月升礼部右侍郎添注管事，五月接替潘晟填注本部右侍郎。
穆宗即位，隆慶元年正月以考察自陈，被降调外任，遂辞官归乡。萬曆八年（1580年）正月降補河南左参政，九年二月升本省按察使，萬曆十年（1582年）正月升本省右布政使。

## 家族
曾祖丘端文；祖父丘大鵬；父丘尚忠，母熊氏。慈侍下。子一麟、一凤、一龙。